# Vriesea paratiensis
Vriesea paratiensis là một loài thuộc chi Vriesea. Đây là loài đặc hữu của Brasil.